# Provincia Comunera
Comunera es una de las provincias del departamento colombiano de Santander, integrante del mismo desde 1886, cuando los antiguos estados soberanos fueron convertidos en departamentos y sus divisiones internas, denominadas provincias. La Provincia Comunera está situada al centro-sur del departamento, siendo su capital el municipio de El Socorro, poblado donde se originó la insurrección de los comuneros de 1781 a manos de Manuela Beltrán, rebelión de la cual toma su nombre esta provincia. Su economía se basa en la agricultura (café, algodón, flores), la extracción maderera, el turismo y las artesanías.
Los municipios que conforman esta provincia son:
- El Socorro
- Confines
- Contratación
- Chima
- Galán
- Gámbita
- El Guacamayo
- Guadalupe
- Guapotá
- Hato
- Oiba
- Palmar
- Palmas del Socorro
- Santa Helena del Opón
- Simacota
- Suaita